# Jelenjak
Jelenjak is een plaats in de gemeente Desinić in de Kroatische provincie Krapina-Zagorje. De plaats telt 113 inwoners (2001).